# 海南银行
海南银行，是中国的一家股份制商业银行，也是海南继海南发展银行关闭后唯一的省级法人商业银行，总部位于海南省海口市。

## 历史
2015年9月1日，海南银行正式挂牌试营业，成为目前部门设于海南的唯一一家省级法人商业银行。海南银行注册资本30亿元人民币。